# Ландон (Калифорнија)
Ландон (енгл. London) насељено је место без административног статуса у америчкој савезној држави Калифорнија.

## Демографија
По попису из 2010. године број становника је 1.869, што је 21 (1,1%) становника више него 2000. године.
| Група             | 2000.         | 2010.         |
| Белци             | 168 (9,1%)    | 122 (6,5%)    |
| Афроамериканци    | 2 (0,1%)      | 6 (0,3%)      |
| Азијати           | 15 (0,8%)     | 0 (0,0%)      |
| Хиспаноамериканци | 1.660 (89,8%) | 1.737 (92,9%) |
| Укупно            | 1.848         | 1.869         |